# Annihilation of the Wicked
Annihilation of the Wicked četvrti je studijski album američkog death metal-sastava Nile. Album je objavljen 24. svibnja 2005. godine, a objavila ga je diskografska kuća Relapse Records. Prvi je album sastava na kojem je bubnjeve svirao George Kollias, koji je zamijenio Tonyja Laureana. Posljednji je album skupine koji je objavio Relapse. Za pjesmu "Sacrifice Unto Sebek" snimljen je i glazbeni spot. Također je prvi album sastava čiji je producent Neil Kernon.

## Pjesme
"Von unaussprechlichen Kulten" na prijevodu s njemačkoga glasi "Od neizrecivih kultova", što je također naziv knjige H. P. Lovecrafta.

## Izdanje
Uradak je objavljen i kao box set u ograničenoj inačici u limenoj kutiji. Uz to izdanje priloženi su i prilagođena ogrlica s ankhom, poster, naljepnica i izvezeni bedž. Objavljeno je ukupno 5000 primjeraka.

## Popis pjesama
Tekstovi: Karl Sanders, glazba: Sanders, osim gdje je navedeno drukčije.
| 1.    | »Dusk Falls upon the Temple of the Serpent on the Mount of Sunrise« (instrumentalna skladba)               |                            | 0:51 |
| 2.    | »Cast Down the Heretic«                                                                                    |                            | 5:45 |
| 3.    | »Sacrifice Unto Sebek«                                                                                     |                            | 3:03 |
| 4.    | »User-Maat-Re«                                                                                             | Sanders, Dallas Toler-Wade | 9:14 |
| 5.    | »The Burning Pits of the Duat«                                                                             | Toler-Wade                 | 3:52 |
| 6.    | »Chapter of Obeisance Before Giving Breath to the Inert One in the Presence of the Crescent Sharped Horns« |                            | 5:21 |
| 7.    | »Lashed to the Slave Stick«                                                                                | Toler-Wade                 | 4:18 |
| 8.    | »Spawn of Uamenti« (instrumentalna skladba)                                                                |                            | 1:14 |
| 9.    | »Annihilation of the Wicked«                                                                               |                            | 8:36 |
| 10.   | »Von unaussprechlichen Kulten« (Od neizrecivih kultova)                                                    |                            | 9:46 |
| 52:00 | |                            |      |

| Dodatna pjesma na japanskoj inačici | Dodatna pjesma na japanskoj inačici | Dodatna pjesma na japanskoj inačici | Dodatna pjesma na japanskoj inačici | Dodatna pjesma na japanskoj inačici | Dodatna pjesma na japanskoj inačici | Dodatna pjesma na japanskoj inačici | Dodatna pjesma na japanskoj inačici | Dodatna pjesma na japanskoj inačici | Dodatna pjesma na japanskoj inačici |
| Br.                                 | Skladba                             | Trajanje                            |                                     |                                     |                                     |                                     |                                     |                                     |                                     |
| ----------------------------------- | ----------------------------------- | ----------------------------------- | ----------------------------------- | ----------------------------------- | ----------------------------------- | ----------------------------------- | ----------------------------------- | ----------------------------------- | ----------------------------------- |
| 11.                                 | »SSS Haa Set Yoth«                  | 5:15                                |                                     |                                     |                                     |                                     |                                     |                                     |                                     |
| 57:15                               |                                     |                                     |                                     |                                     |                                     |                                     |                                     |                                     |                                     |

## Zasluge
| Nile - Karl Sanders – gitara, vokal, klavijature, baglama, buzuki - Dallas Toler-Wade – gitara, vokal - George Kollias – bubnjevi - Jon Vesano – bas-gitara, vokal | Dodatni glazbenici - Mike Breazeale – pjesme egzorcizma, Pazuzuova zdjela Ostalo osoblje - Neil Kernon – snimanje, miks, produkcija - Orion Landau – grafički dizajn, naslovnica - Bob Moore – inženjer zvuka |